# Georg Bednorz
Johannes Georg Bednorz (Neuerkirchen, 16 maggio 1950) è un fisico tedesco.
Figlio di un maestro elementare e di un'insegnante di pianoforte, durante l'infanzia viene spinto a studiare musica classica. Ma il piccolo Bednorz preferisce assistere il fratello durante le riparazioni di auto e moto, successivamente però inizia a suonare il violino e la tromba.
I suoi interessi volgono verso attività pratiche e inizialmente si interessa più di chimica che di fisica. Difatti nel 1968 si iscrive al corso di chimica dell'Università di Münster, qui inizia ad occuparsi di cristallografia. Nel 1972 fa la sua prima esperienza in Svizzera nel laboratorio di ricerca dell'IBM, il cui dipartimento di fisica era diretto da Karl Alexander Müller. Ivi si occupa di cristallografia e stato solido.
Dopo la laurea terminata in Germania, inizia la tesi del dottorato al Politecnico di Zurigo al laboratorio di fisica dello stato solido ed ha tra i relatori Alex Müller conosciuto pochi anni prima.
Nel 1982 entra a far parte del laboratorio IBM, nel gruppo di ricerca di Müller. La loro grande scoperta arriva nel 1986: studiando delle perovskiti si accorgono che un certo tipo (un ossido di lantanio, bario e rame) è un superconduttore a 35 K.
Per questa scoperta i due vengono insigniti del premio Nobel per la fisica nel 1987.